# 1977年亞洲舉重錦標賽
1977年第9届亞洲舉重錦標賽于1977年5月3日至6日在伊拉克巴格达举行。共有来自9个国家和地区的72名运动员参加比赛。

## 获奖者
| 赛事          | 金牌                       | 银牌                     | 铜牌                     |
| 52公斤级      | 纳西里 · 伊朗（IRN）       | 陈伟强 · 中国（CHN）     | 林永宽 · 朝鲜（PRK）     |
| 56公斤级      | 陈满林 · 中国（CHN）       | 韩京时 · 朝鲜（PRK）     | F·纳西里 · 伊朗（IRN）   |
| 60公斤级      | 尹正国 · 朝鲜（PRK）       | 宋成林 · 朝鲜（PRK）     | 张志芳 · 中国（CHN）     |
| 67.5公斤级    | 帕基泽赫贾姆 · 伊朗（IRN） | 代·赫纳维 · 伊朗（IRN）  | 赵新民 · 中国（CHN）     |
| 75公斤级      | 安元银 · 朝鲜（PRK）       | 特拉布西 · 黎巴嫩（LBN） | 阿什拉夫 · 伊朗（IRN）   |
| 82.5公斤级    | 宋洪玉 · 中国（CHN）       | 马文广 · 中国（CHN）     | 沙哈布 · 伊拉克（IRQ）   |
| 90公斤级      | 杨桂霖 · 中国（CHN）       | 伊布拉欣 · 伊朗（IRN）   | H·哈迪 · 伊拉克（IRQ）   |
| 100公斤级     | 莫里尔 · 伊拉克（IRQ）     | 瓦迪 · 伊朗（IRN）       | 宋振竹 · 中国（CHN）     |
| 110公斤级     | 瓦利 · 伊朗（IRN）         | 杨怀庆 · 中国（CHN）     | 贾班 · 伊拉克（IRQ）     |
| 110公斤以上级 | 卡雷加姆 · 伊朗（IRN）     | 阿尔 · 伊拉克（IRQ）     | 穆卡达姆 · 黎巴嫩（LBN） |